# Дуб Вардана Мамиконяна
Дуб Варда́на Мамиконя́на (арм. Վարդան Մամիկոնյանի կաղնի) — памятник живой природы, внесённый в государственный список природных памятников Армении. 
Находится в Тавушской области Армении, близ села Акнахпюр. Общая площадь охранной зоны памятника природы составляет 0,1 га.
Памятник представляет собой упавшее гигантское дерево, относящееся к виду Quercus iberica Stev. В непосредственной близости от дерева расположен холодный источник. На протяжении множества веков это место паломничества.
Дуб известен тем, что посажен лично главнокомандующим (спарапетом) армянской армией Варданом Мамиконяном перед Аварайрской битвой в мае 451 г. н. э. Этот дерево считалось самым старовозрастным дубом, возраст которого был подтвержден научно-историческими источниками. В середине ноября 1975 года во время грозы дерево рухнуло после удара молнии. По данным 1960—1970 годов, высота дерева составляла около 50 метров, а гигантские корни, поднимались примерно на 3 метра над землей. Советский маршал Баграмян посадил три дуба недалеко от дуба Вардана Мамиконяна.
В 1996 году сюда из местности Верин Данагран (Վերին Դանաղռան), возле Иджевана, привезён хачкар . Заказчик хачкара — некий Аветис, а сам хачкар датирован 1301 годом.